# Elezioni europee del 1994 in Belgio
Le elezioni europee del 1994 in Belgio si sono tenute il 12 giugno.

## Risultati
| Liste  | Liste                                             | Gruppo | Circoscrizione            | Voti      | %     | Seggi |
| ------ | ------------------------------------------------- | ------ | ------------------------- | --------- | ----- | ----- |
|        | Partito Popolare Cristiano                        | PPE    | Fiamminga                 | 1.013.266 | 17,00 | 4     |
|        | Partito Socialista                                | PSE    | Vallone                   | 680.142   | 11,41 | 3     |
|        | Liberali e Democratici Fiamminghi                 | ELDR   | Fiamminga                 | 678.421   | 11,38 | 3     |
|        | Partito Socialista (fiammingo)                    | PSE    | Fiamminga                 | 651.371   | 10,93 | 3     |
|        | Partito Riformatore Liberale                      | ELDR   | Vallone                   | 541.724   | 9,09  | 2     |
|        | Fronte Democratico dei Francofoni                 | ELDR   | Vallone                   | 541.724   | 9,09  | 1     |
|        | Blocco Fiammingo                                  | NI     | Fiamminga                 | 463.919   | 7,78  | 2     |
|        | Partito Sociale Cristiano                         | PPE    | Vallone                   | 420.198   | 7,05  | 2     |
|        | Agalev                                            | GV     | Fiamminga                 | 396.198   | 6,65  | 1     |
|        | Ecolo                                             | GV     | Vallone                   | 290.859   | 4,88  | 1     |
|        | Unione Popolare                                   | ARE    | Fiamminga                 | 262.043   | 4,40  | 1     |
|        | Fronte Nazionale                                  | NI     | Vallone                   | 175.732   | 2,95  | 1     |
|        | Waardig Ouder Worden                              | -      | Fiamminga                 | 127.504   | 2,14  | -     |
|        | Agir                                              | -      | Vallone                   | 42.917    | 0,72  | -     |
|        | Partito del Lavoro del Belgio (fiammingo) (PVDA)  | -      | Fiamminga                 | 41.816    | 0,70  | -     |
|        | Gauches unies (GU)                                | -      | Vallone                   | 35.977    | 0,60  | -     |
|        | Belgique-Europa-België (BEB)                      | -      | Fiamminga                 | 24.132    | 0,40  | -     |
|        | Natuurwetpartij (NWP)                             | -      | Fiamminga                 | 19.930    | 0,33  | -     |
|        | Partito del Lavoro del Belgio (vallone) (PTB)     | -      | Vallone                   | 17.454    | 0,29  | -     |
|        | Rood-Groen beweging (RGB)                         | -      | Fiamminga                 | 15.549    | 0,26  | -     |
|        | Solidarité, universalité, droits de l'homme (SUD) | -      | Vallone                   | 14.054    | 0,24  | -     |
|        | Partito Cristiano Sociale                         | PPE    | Tedesca                   | 11.999    | 0,20  | 1     |
|        | Altri <10.000 voti                                | -      | Fiamminga/Vallone/Tedesca | 35.836    | 0,60  | -     |
| Totale | Totale                                            | Totale | Totale                    | 5.961.041 |       | 25    |